# Loissin

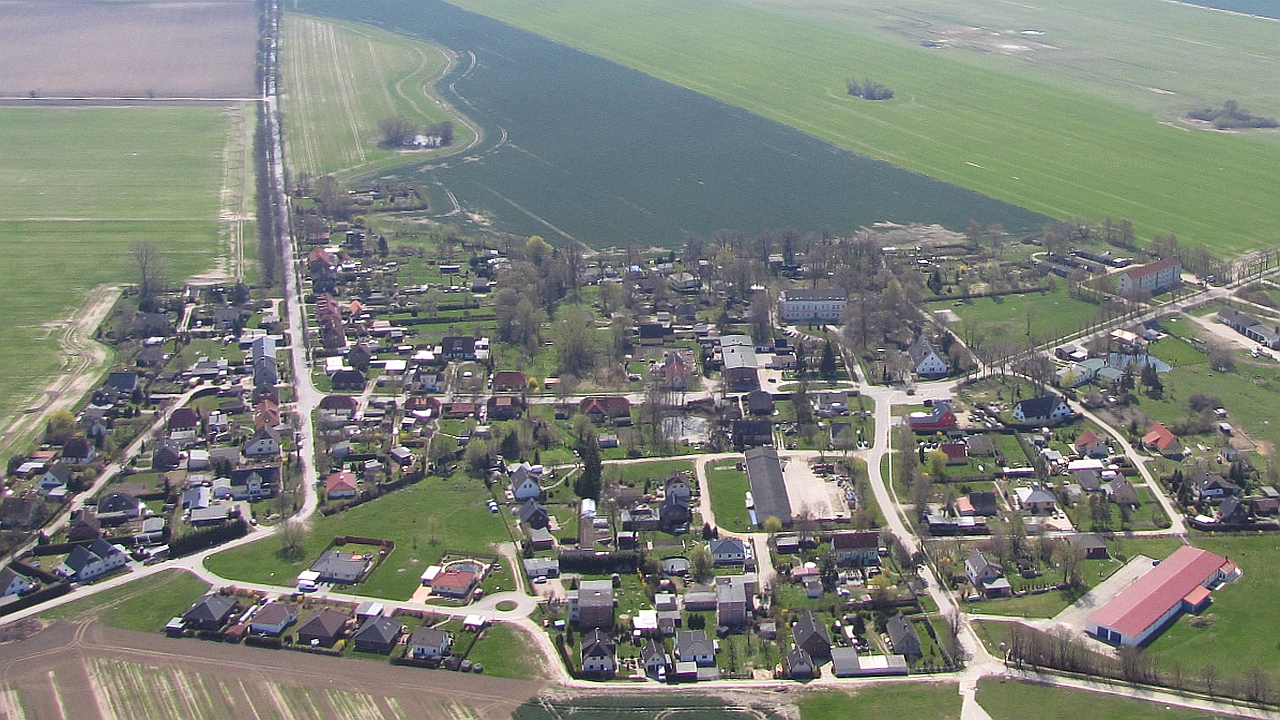
Luftbild von Loissin im Kreis Vorpommern-Greifswald

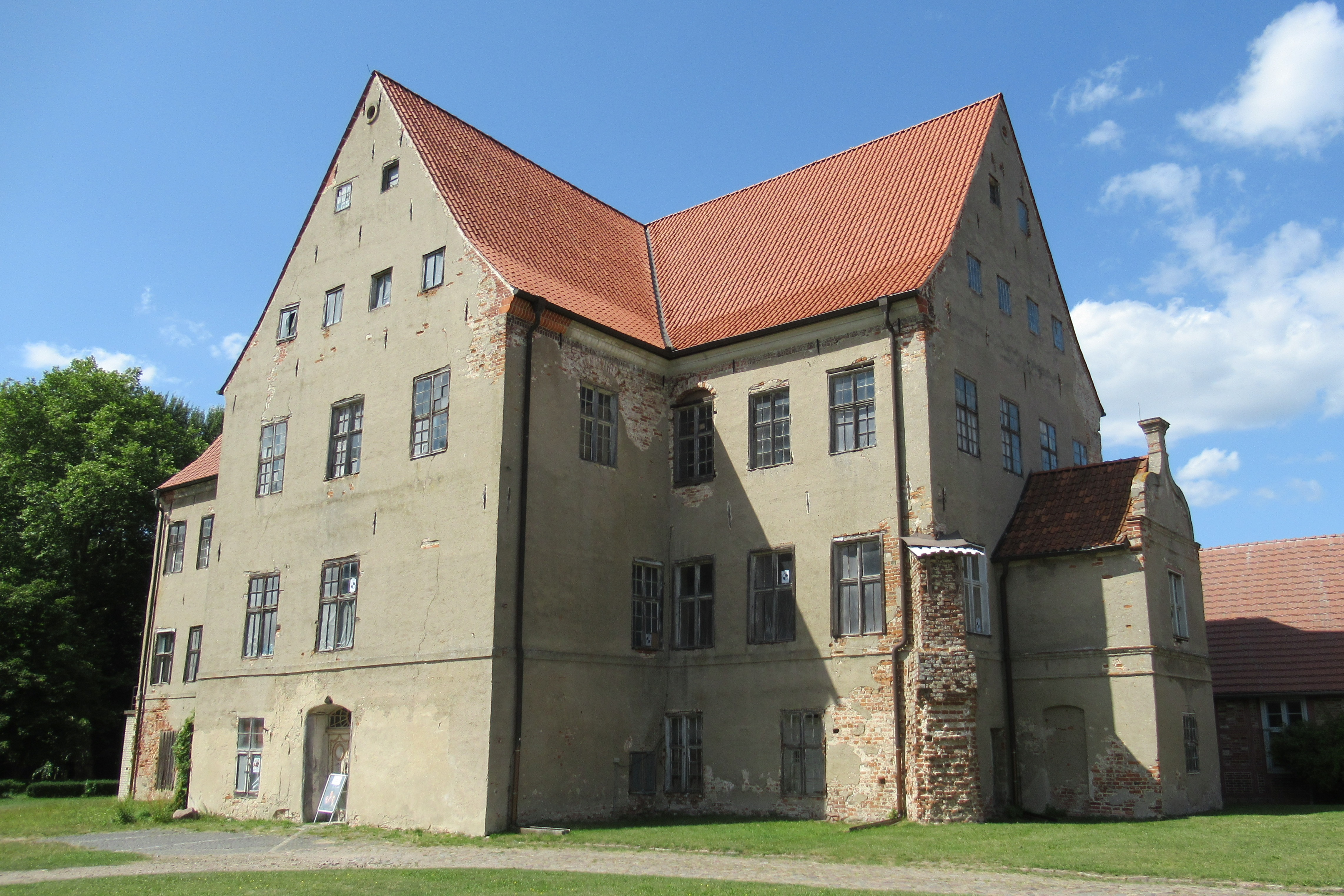
Schloss Ludwigsburg, Südfassade

Loissin ist eine Gemeinde im Landkreis Vorpommern-Greifswald. Sie wird vom Amt Lubmin mit Sitz im Seebad Lubmin verwaltet.

## Geografie
Loissin liegt zwischen Greifswald und Lubmin an der Ostseeküste an der Dänischen Wiek und dem Greifswalder Bodden. Zirka 15 Kilometer westlich der Gemeinde liegt die Stadt Greifswald und sechs Kilometer östlich liegt der Amtssitz Lubmin.

## Gemeindestruktur
| Ortsteile - Loissin - Gahlkow - Ludwigsburg | Wohnplätze und Wüstungen - Beliz (Wüstung) - Budim (Wüstung) - Merotiz (Wüstung) |

## Geschichte

### Loissin
Loissin wurde 1248 erstmals als Lodizin urkundlich genannt. Es war eine slawische Gründung und bedeutet Kahn oder Schiff.
In der Urkunde bestätigte Herzog Wartislaw III. von Pommern dem Kloster Eldena die Besitzungen darunter Loissin.
Loissin war Tafelgut des Bischofs von Cammin, wurde aber 1240 an die Stadt Greifswald verkauft, die es mit dem Kloster Eldena austauschte. Der Klosterbesitz ging nach der Säkularisation zunächst an die Herzöge von Pommern und wurde vom Amt Eldena verwaltet. Mit der Ausgliederung des Dorfes Darsim und dessen Umwandlung in das Gut Ludwigsburg ab 1586 gehörte Loissin als Dienstbauerndorf bis 1801 zu diesem Gut. 1801 verkaufte der Besitzer es an die Gebrüder von Vahl aus Greifswald, diese aber noch im selben Jahr an die Gebrüder Barone Schoulz von Ascheraden. Von diesen erwarb es 1816 der Greifswalder Kaufmann Weissenborn, der 1811 schon Ludwigsburg gekauft hatte.
Loissin hatte 1865 156 Einwohner, 12 Wohnhäuser und 19 Wirtschaftsgebäude.
Das Gutshaus Loissin entstand in der zweiten Hälfte des 19. Jahrhunderts. Es war nach 1945 Wohnhaus, Kindergarten und Gemeindeschwesternstation. Loissin war in der DDR-Zeit Sitz der Landwirtschaftlichen Produktionsgenossenschaft (LPG) Helles Ufer und ist im Kernort auch heute mehr landwirtschaftlich geprägt. Nördlich des Kernortes entstand zu DDR-Zeiten ein ausgedehntes Freizeitobjekt direkt an der Boddenküste. Dazu gehörte eine Bungalow-Siedlung und ein großer Campingplatz. Nach 1990 wurde viel modernisiert und ausgebaut, es kamen Infrastrukturen hinzu, die für den Tourismus notwendig waren. So wurde Loissin auch mit dem Kernort zu einem wichtigen Tourismuszentrum der Umgebung.

### Gahlkow
Gahlkow wurde 1248 als Golkogh erstmals urkundlich und in heutiger Schreibweise erst 1648 erwähnt. Der slawische Ortsname bedeutet so viel wie kahl oder nackt.
Gahlkow wurde 1299 unter dem Namen „Golcow“ von Herzog Bogislaw IV. an das Kloster Eldena übertragen. Im Jahr 1305 wurde es zur neu gegründeten Pfarrei Loissin gelegt. Wann und in welchem Umfange das Dorf vom Kloster in Privatbesitz überging ist unklar. 1462 war hier die Familie von Lübeck begütert.
Gahlkow war ein Rittergut, vor 1809 besaß es die Familie von Lühmann, danach die briefadelige Familie von Vahl, aus Greifswald stammend und 1794 nobilitiert. Gahlkow galt als Nebengut von Klein Zastrow. Bekanntester Vertreter des Adelsgeschlechts vor Ort waren der Kaufmann Balzer Peter von Vahl und später der Jurist Hermann von Vahl. Nach ihm wurde sein Bruder Ludwig von Vahl (1829–1871) Gahlkower Gutsbesitzer, dessen Witwe Wilhelmine Fischer dann in Stralsund lebte. Die Nachfahren dieser Familienlinie gaben das Gut auf und schlugen dann zumeist militärische Karrieren ein, wurden wie Hermann von Vahl Hauptleute oder pachteten in der Region kurzzeitig andere kleine Güter.

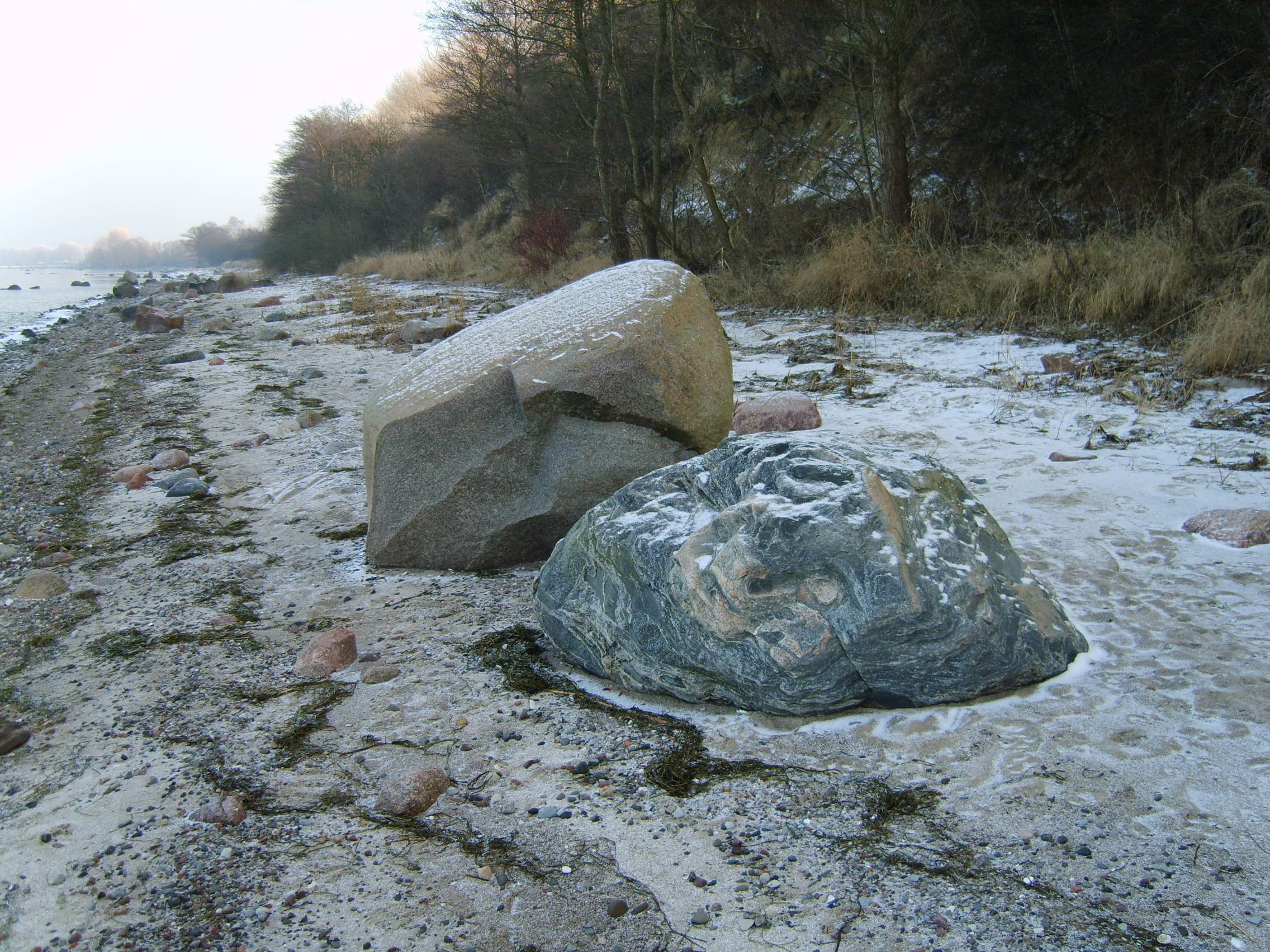
Kliff bei Gahlkow mit ungewöhnlichen Geröllen

Gahlkow hatte 1865 96 Einwohner und an Gebäuden – 9 Wohnhäuser, 1 Fabrik (Windmühle) und 10 Wirtschaftsgebäude. In der DDR gab es im Ort die Zentralberufsschule für Handweber.
Am Strand von Gahlkow wurde ein umstrittenes  mittelalterliches Relikt entdeckt. Es ist ein großer Findling mit einer seeseitigen wikingerzeitlichen Gravierung eines Langbootes. Umstritten deshalb, weil man solche Ritzzeichnungen kaum wissenschaftlich datieren kann, sie kann sowohl original oder nachempfunden sein. Die Zeichnung ist nur bei Niedrigwasser südwestlicher – ablandiger Wind zu sehen. Es gibt zwar einige ähnliche Zeichnungen aus der genannten Zeit besonders in Skandinavien, trotzdem bleiben Zweifel.

### Ludwigsburg
Die Funde aus dem Neolithikum nach mehreren Grabungen in der Ortslage und in der Umgebung deuten auf eine Besiedlung seit der Jungsteinzeit (4500 bis 1700 v. Chr.) hin. Ein bronzezeitliches Gräberfeld (1700 bis 600 v. Chr.) nordöstlich von Ludwigsburg zeigt die Besiedlung durch die Germanen.
Ludwigsburg wurde als Darsinus 1184 urkundlich erstmals genannt und als Darsim 1207 in der generellen Bewidmung für das Kloster Eldena, dem damit das Dorf von Anfang an gehörte. Es ist eine slawische Gründung, wie umliegende archäologisch belegte Siedlungen zeigen, und bedeutet so viel wie „der wilde Wald“ oder auch „vorspringendes Land“. Eine Urkunde von 1281 mit der Bestätigung Herzog Bogislaw IV. nannte den Ort noch als „grangiam Dersim cum slavicali villa eodem nomine nuncupata“, also als vollständig wendisches Dorf. Dass dieses urkundlich genannte Darsim direkt in der Ortslage als Vorläufer Ludwigsburgs lag, ist so gut wie erwiesen. Ein Steuerregister von 1581 nennt den Ort Dersem mit „acht Bauern und einem Krüger auf 20 Hufen unter dem Amt Eldena“. Der Flurname „Darsimhövet“ beim Ludwigsburger Haken, dem Lanken, erinnerte noch bis in das 19. Jahrhundert an den alten Ortsnamen.

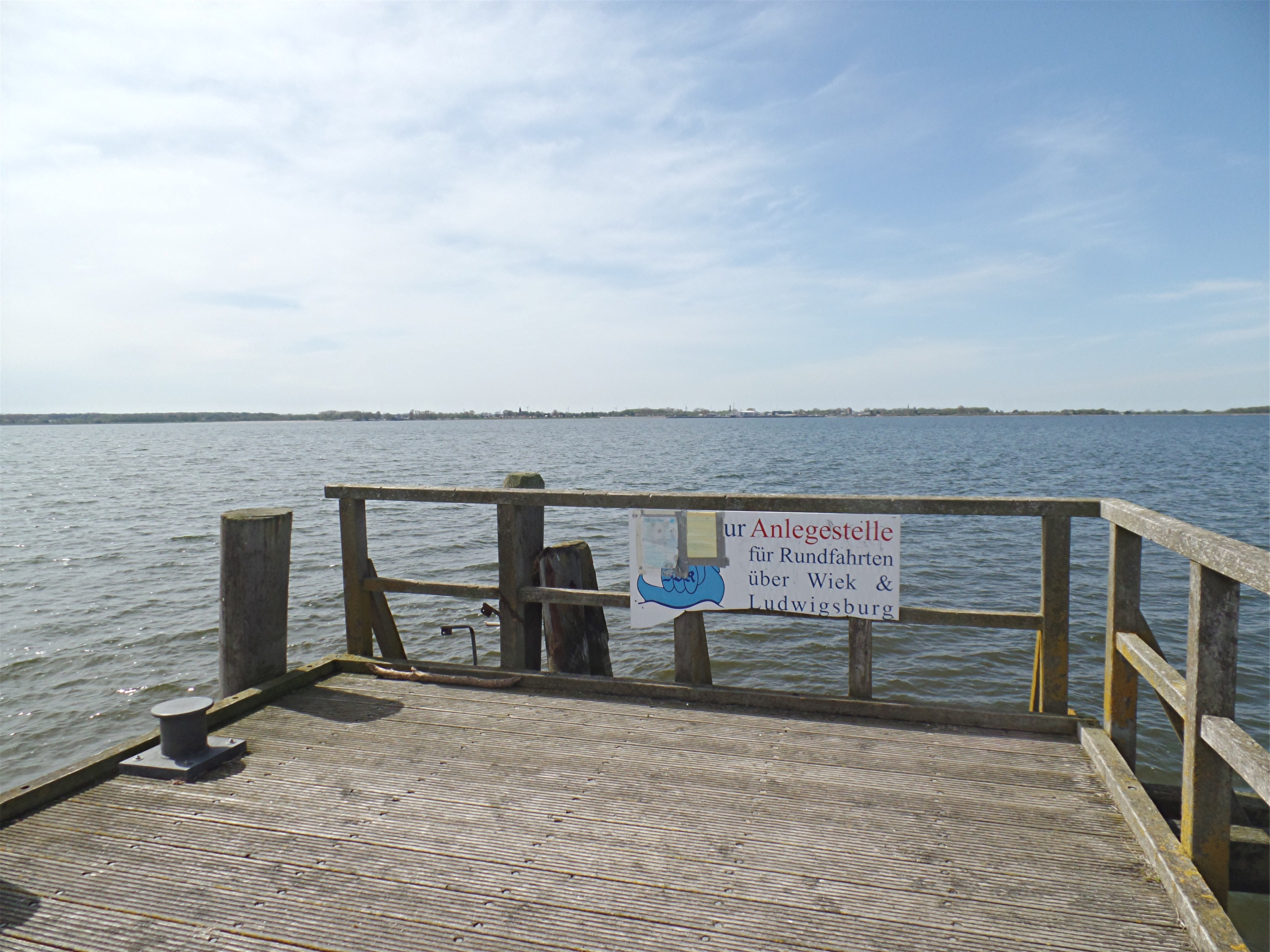
Anlegestelle Ludwigsburg gegenüber von Wieck

Darsim gehörte bis 1534 dem Kloster Eldena, mit der Säkularisation kam das Dorf an die Herzöge von Pommern. 1586 schenkte Herzog Ernst Ludwig das dorf Dersim und den gantzen Dersimer Ort seiner Frau Sophia Hedwig aus dem Hause Braunschweig-Lüneburg. Es wurden ein Ackerwerk (Gut) mit Bauhof und das fürstliche Haus errichtet. Der Ort wurde zunächst Ludwigshof genannt, woraus später Ludwigsburg wurde. Die Herzogin, inzwischen Witwe, überließ das Gut mit Schloss 1609 ihren Gläubigern, behielt aber das Eigentumsrecht.
Infolge des Dreißigjährigen Krieges kam Ludwigsburg 1631 mit Pommern unter schwedische Herrschaft, die bis 1815 dauerte. Nach dem Tod der Herzogin Sophia Hedwig gelangte das Gut Ludwigsburg 1631 an die Herzogin Anna von Croy und ihren Sohn, die es aber 1650 an den schwedischen General Burchard Müller von der Lühnen verkaufte. 1747 kam es per Versteigerung an die Familie von Horn und 1776 nochmals – dann an die Familie von Klinkowström. 1811 kaufte es der Greifswalder Kaufmann Weißenborn, dessen Familie das Gut bis 1945 besaß.
1865 hatte Ludwigsburg hatte 175 Einwohner und verfügte über eine Kirche, eine Schule, zwölf  Wohngebäude (mit Schloss), zwei Fabrikgebäude und 20 Wirtschaftsgebäude. 1937 wurde Ludwigsburg in die Gemeinde Wusterhusen eingemeindet und ist seit dem 1. Juli 1950 ein Ortsteil von Loissin.
Nachdem die Familie Weissenborn 1945 nach Westdeutschland geflohen war, wurde das Gut im Rahmen der Bodenreform teilweise aufgesiedelt. Das Schloss wurde als Wohnraum für Flüchtlinge genutzt, bis es 1975 freigezogen und danach durch die 1953 gegründete Landwirtschaftliche Produktionsgenossenschaft genutzt wurde. Obwohl das Schloss unter Denkmalschutz gestellt worden war, wurde es dem Verfall preisgegeben. Schwammbefall, Durchfeuchtung, Holzwurmbefall und andere Schäden waren die Folge. Jörg Weissenborn, ein Nachkomme der Familie, kaufte 1993 Schloss, Gutshof und Park zurück. Mit dem neu gegründeten Schlossverein, dem auch zwei Mitglieder der Familie Weissenborn angehören, wurde eine Vereinbarung zur Nutzung und Pflege abgeschlossen. Der Verein hatte sich das Ziel gesetzt, dass letzte erhaltene pommersche Herzogsschloss auf deutschem Boden zu retten und einer sinnvollen Nutzung zuzuführen. Mit Hilfe der Denkmalpflege wurde trotz finanzieller Probleme die Schwammsanierung, die Dacherneuerung und andere Sicherungsmaßnahmen durchgeführt und damit dem Verfall Einhalt geboten.

### Beliz (Wüstung)
Der Ort wurde 1248 urkundlich mit dem Namen genannt. Er wurde dann auch nicht mehr weiter beschrieben, fiel also wüst. Vermutet wird, dass der Ort abgebrannt und als Loissin wieder neu erstanden ist. Das belegen auch die archäologischen Befunde in der ca. 400 Meter südlich von Loissin gelegenen slawischen Siedlung.

### Budim (Wüstung)
Budim wurde mit dem Namen Budimae 1209 urkundlich erwähnt. Der Name wird mit dem Begriff wecken gedeutet. Die Position des Ortes lässt sich nicht exakt ermitteln. Bekannt ist nur, dass der Ort unweit vom heutigen Ludwigsburg, dem damaligen Darsim liegen soll. Archäologisch sind nördlich von Ludwigsburg mehrere spätwendische (1000–1200) Siedlungen nachgewiesen. Darunter war auch Budim. Bis 1250 reichen die urkundlichen Erwähnungen, dann wurde der Ort wohl wüst.

### Merotiz (Wüstung)
Nördlich von Ludwigsburg liegt eine Wüstung mit Namen Merotiz, sie wurde bereits 1209 urkundlich erwähnt, ist dann aber bald verschwunden. Die Lage war urkundlich lange umstritten, bis Bodendenkmalpfleger W. Hornemann 1967 eindeutige Funde machte und damit die Wüstung orten konnte.

## Politik

### Wappen, Flagge, Dienstsiegel
Die Gemeinde verfügt über kein amtlich genehmigtes Hoheitszeichen, weder Wappen noch Flagge. Als Dienstsiegel wird das kleine Landessiegel mit dem Wappenbild des Landesteils Vorpommern geführt. Es zeigt einen aufgerichteten Greifen mit aufgeworfenem Schweif und der Umschrift „GEMEINDE LOISSIN“.

## Sehenswürdigkeiten
→ Siehe: Liste der Baudenkmale in Loissin
- Schloss Ludwigsburg, Gutshof und Park
- Kapelle Ludwigsburg und Mausoleum Ludwigsburg
- Historische Ziegelfachwerkkaten aus dem 19. Jahrhundert in Ludwigsburg
- Naturschutzgebiet Lanken im östlichen Teil der Gemarkung
- Flächennaturdenkmal „Großes Holz“ südlich der Bungalowsiedlung
- Fischerhaus Loissin
- Bildstein am Strand von Gahlkow – Wikingerschiff – nur bei Niedrigwasser von Seeseite sichtbar

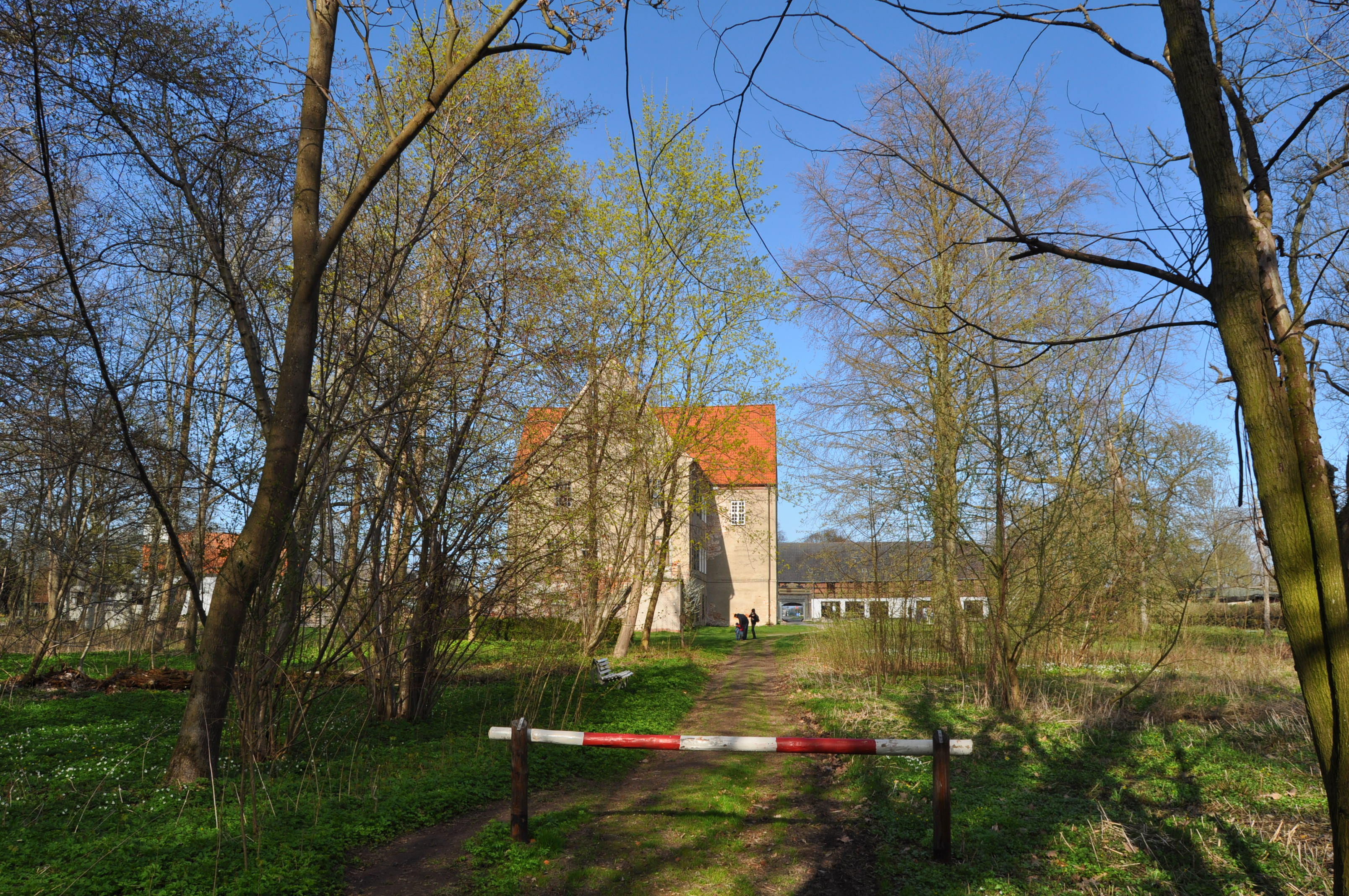
Park und Schlosshof Ludwigsburg
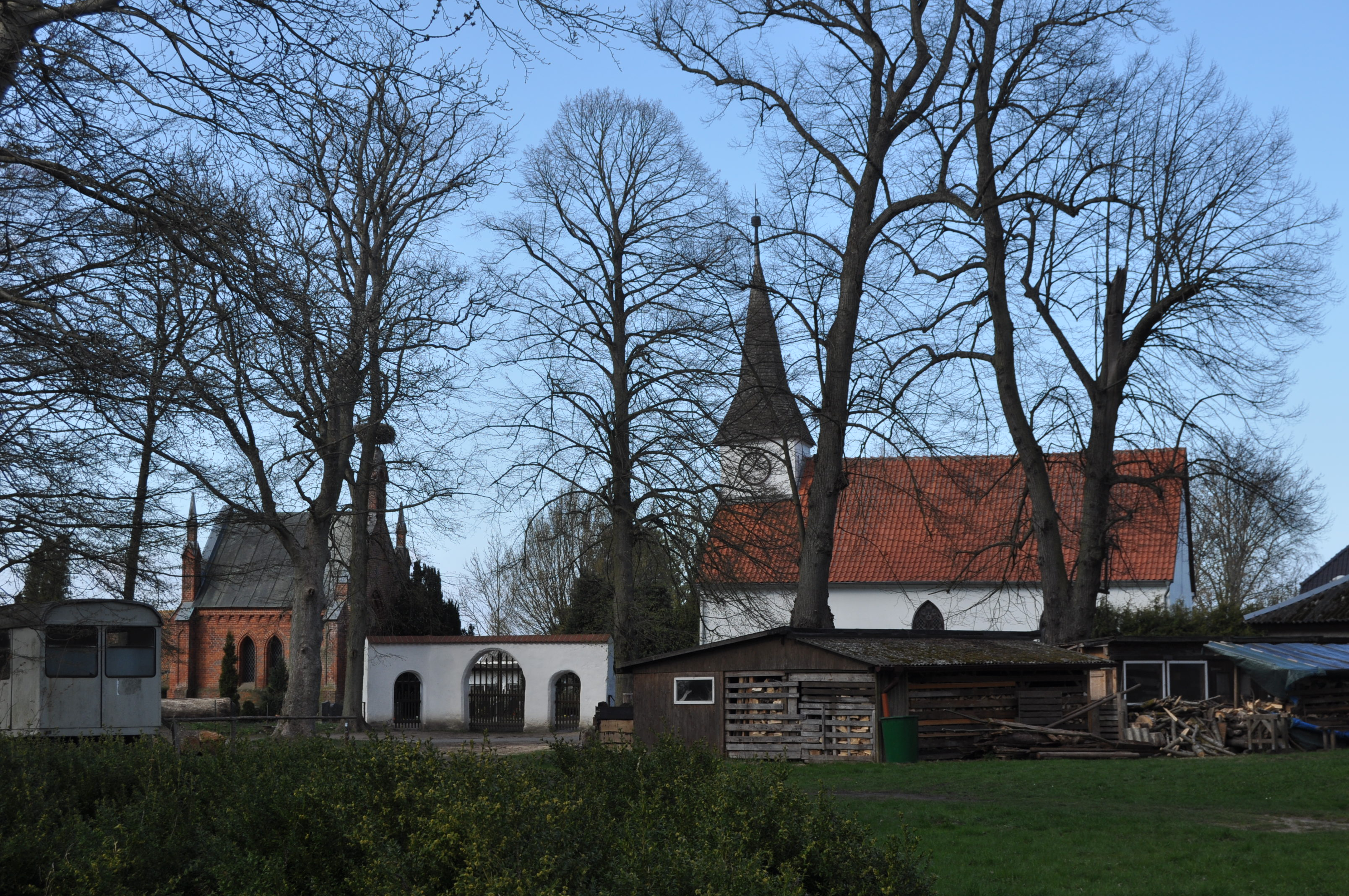
Ludwigsburg – Kirche, Portal und Mausoleum
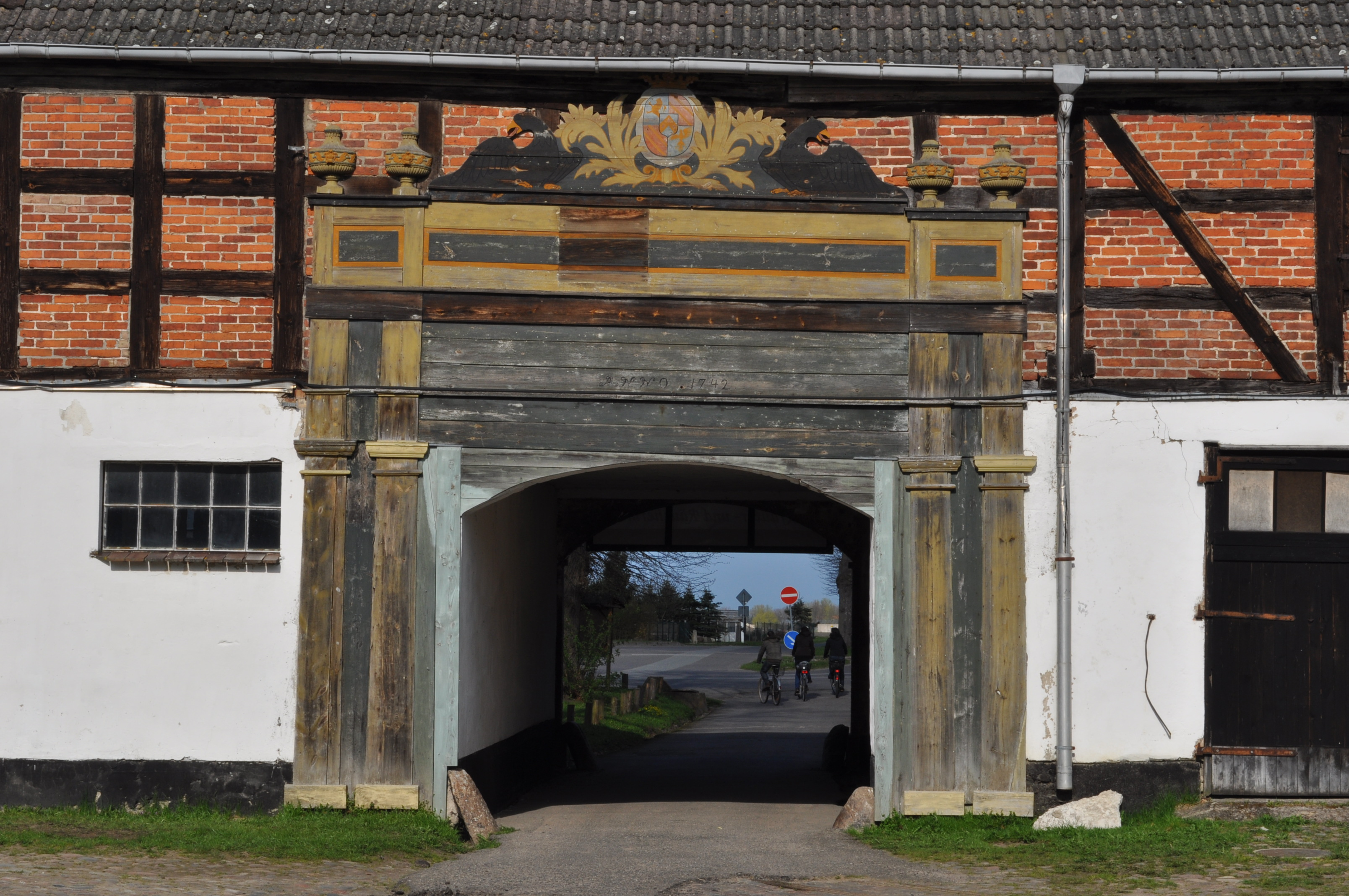
Gut Ludwigsburg innen Toreinfahrt mit Wappen
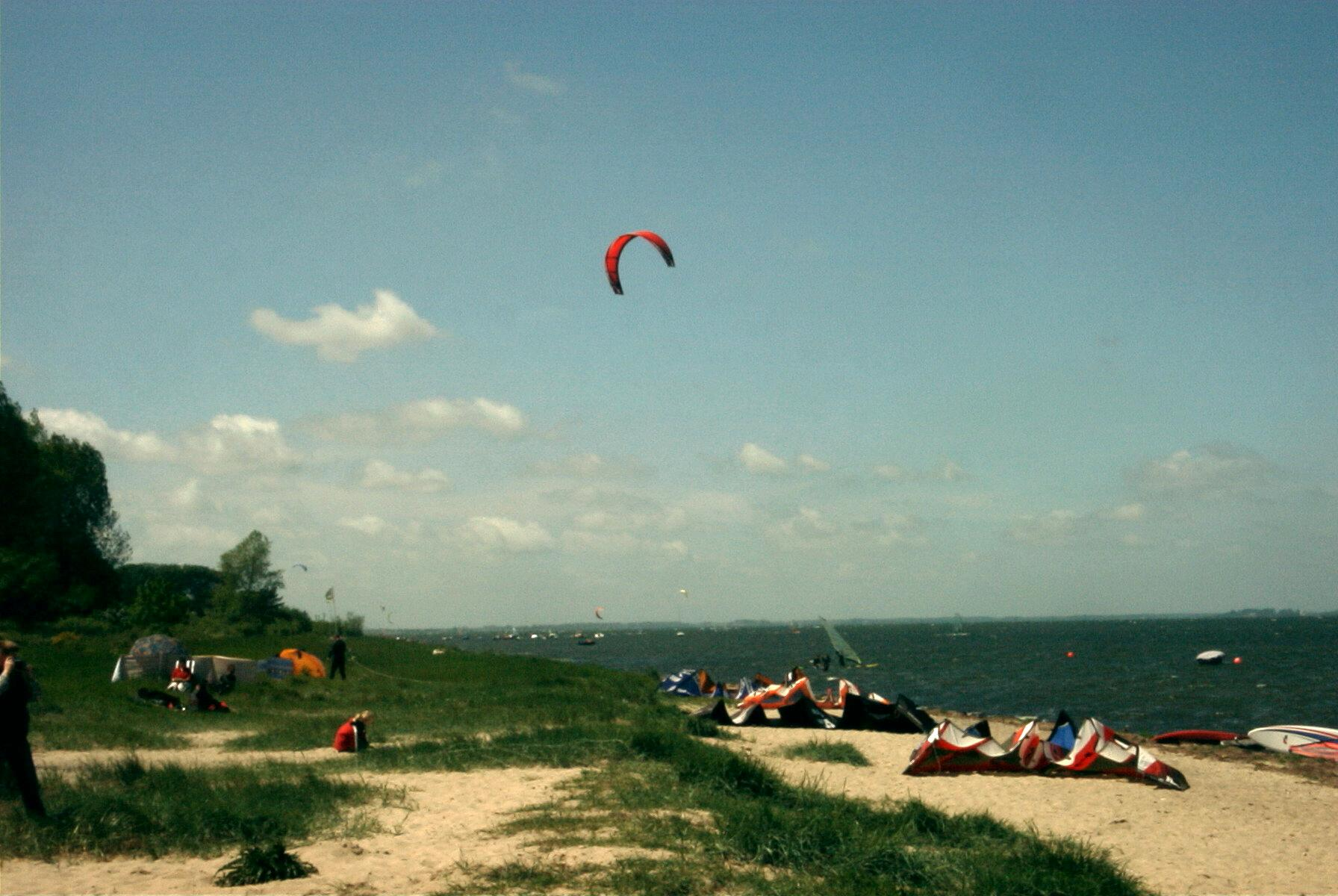
Kitesurfen an der Boddenküste bei Loissin